# Paesi Bassi agli VIII Giochi olimpici invernali
I Paesi Bassi parteciparono agli VIII Giochi olimpici invernali, svoltisi a Squaw Valley, Stati Uniti, dal 18 al 28 febbraio 1960, con una delegazione di 7 atleti impegnati in due discipline.

## Medagliere

### Per discipline
| Sport                   | Oro | Argento | Bronzo | Totale |
| ----------------------- | --- | ------- | ------ | ------ |
| Pattinaggio di figura   | 0   | 1       | 0      | 1      |
| Pattinaggio di velocità | 0   | 0       | 1      | 1      |
| Totale                  | 0   | 1       | 1      | 2      |

### Medaglie
| Medaglia | Atleta           | Sport                   | Evento                          |
| -------- | ---------------- | ----------------------- | ------------------------------- |
| Argento  | Sjoukje Dijkstra | Pattinaggio di figura   | Pattinaggio di figura femminile |
| Bronzo   | Jan Pesman       | Pattinaggio di velocità | 5000 m maschile                 |